# Germanij
Germánij (iz latinske besede Germania, ki označuje Nemčijo, domovino njegovega odkritelja) je kemijski element, ki ima v periodnem sistemu simbol Ge in atomsko število 32. Clemens Winkler ga je odkril 6. februarja 1886.
Germanij je bleščeč, trden, sivkasto-bel metaloid, ki ima podobne kemijske lastnosti kot kositer. Tvori številne organometalske spojine in je pomemben polprevodniški material za izdelavo tranzistorjev in fotodetektorjev.
Germanij ima kovinski sij in enako kristalno strukturo kot diamant. Poleg tega je treba opozoriti, da je germanij polprevodnik, z električnimi lastnosti nekje med kovinami in izolatorji. V svoji čisti obliki je ta metaloid krhek kristalin, svoj lesk pa obdrži na zraku tudi pri sobni temperaturi. Tehnike conskega refiniranja so pripeljale do tega, da lahko danes izdelajo kristalinski germanij za polprevodnike, ki ima en nečisti del na 1010 čistih.